# Dimorphostylis bathyelegans
Dimorphostylis bathyelegans is een zeekommasoort uit de familie van de Diastylidae. De wetenschappelijke naam van de soort is voor het eerst geldig gepubliceerd in 2011 door Akiyama.